# Евреиновы
Евреиновы — русские дворянские роды. 
В Гербовник внесены две фамилии Евреиновых:
1. Потомство Якова Матвеевича Евреинова (происходящего из польского шляхетства), который был определён в Испанию (Гишпанию) консулом (1723).
2. Алексей Евреинов, пожалованный на дворянское достоинство дипломом (1764)[1].

Другие роды Евреиновых, числом 27, новейшего происхождения.

## Происхождение и история рода

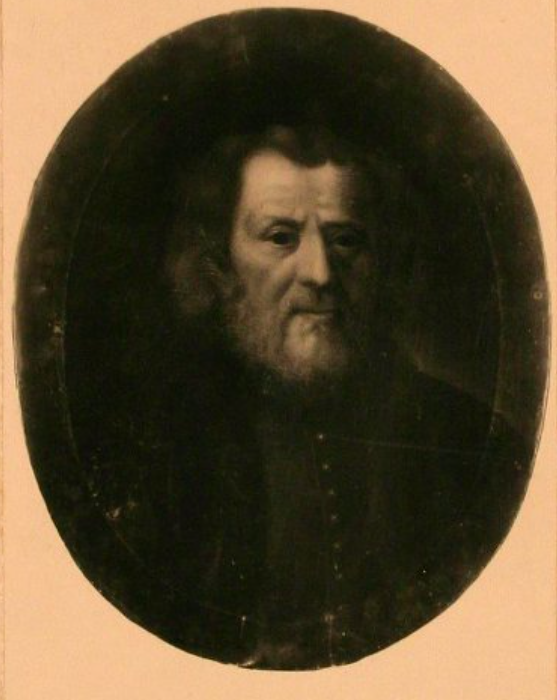
Портрет Матвея Григорьевича Евреинова

Первый из них происходит от выходца из Польши Матвея Григорьевича Евреинова, бывшего в начале XVIII века первостатейным купцом в Москве и Петербурге. Его сын, Яков Матвеевич (1700—1772), был при Петре Великом консулом в Кадисе, при Елизавете Петровне — дипломатическим агентом в Голландии, с 1753 года — президентом коммерц-коллегии. Из его потомков Александр Григорьевич (1808—1885) был обер-прокурором и сенатором, а сын последнего, Григорий Александрович (1839—1914) — обер-прокурором 1-го департамента Сената и товарищем министра путей сообщения, а затем — сенатором. Этот род внесён в VI часть родословных книг Московской, Курской, Новгородской и Витебской губерний.
Представители этого рода:
- Евреинов, Матвей Григорьевич — купец.
  - Евреинов, Андрей Матвеевич (1697—1755) — купец 1-й гильдии, владелец шелковой мануфактуры, дворянин с 1744 года
  - Евреинов, Яков Матвеевич (1700—1772) — русский дипломат, консул в Кадиксе, дипломатический агент в Голландии; с 1753 — президент коммерц-коллегии; действительный статский советник.
    - Михаил Яковлевич Евреинов
      - Григорий Михайлович (внук Якова Матвеевича[5]) Евреинов
        - Евреинов, Александр Григорьевич (1808—1885) — обер-прокурор, сенатор, первоприсутствующий в департаменте герольдии (с 21.2.1879 по 28.12.1881).
          - Евреинов, Григорий Александрович (1839—1914) — государственный деятель и писатель; обер-прокурор Сената, товарищ министра путей сообщения; в дальнейшем — сенатор; председатель Петербургского юридического общества.
          - Евреинов, Александр Александрович (1843—1905) — российский военачальник, генерал-лейтенант.
            - Евреинов, Александр Александрович (1873—1928) — сын предыдущего, русский государственный деятель, последний Пензенский губернатор.

        - Евреинов, Михаил Григорьевич (1805—1871) — генерал-лейтенант русской армии, управляющий Петергофскими дворцами.
          - Евреинова, Анна Михайловна (1844—1917) — русский юрист, публицист, издатель.

## Описание герба
В верхней половине щита, в голубом поле, изображён до половины лев с короною на голове. В нижней красного цвета половине, находятся три шестиугольные золотые звезды, две вверху и одна снизу (польский герб Карп).
Щит увенчан дворянскими шлемом и короной. Нашлемник: до половины лев в короне, обращённый в правую сторону и позади него два белых орлиных крыла. Намёт на щите голубой, подложенный золотом. Герб рода Евреиновых внесён в Часть 9 Общего гербовника дворянских родов Всероссийской империи, стр. 131.